# Metropis obscura
Metropis obscura är en insektsart som beskrevs av Asche 1994. Metropis obscura ingår i släktet Metropis och familjen sporrstritar.
Artens utbredningsområde är Spanien. Inga underarter finns listade i Catalogue of Life.